# Andreas Capellanus
Andreas Capellanus (Capellanus is Latijn voor kapelaan) was auteur van een middeleeuwse verhandeling met de naam De Amore ('over liefde').
Sommige bronnen noemen hem onder de naam Andreas Cambellanus als kapelaan van Filips II van Frankrijk. Ene Andreas Capellanus wordt in zeven oorkonden uit de jaren 1180 aan het hof van Marie de Champagne geplaatst, die als Mecenas van de hoofse literatuur gold. Tussen 1174 en 1186 schreef hij het werk "De Amore libri tres" ("Drie boeken over de Liefde") een traktaat in drie banden waarin hij Marie de Champagne meermaals noemt. Dit maakt de associatie met haar hof des te waarschijnlijker.

## De Amore
Het traktaat De Amore gaat, zoals de titel doet vermoeden, over de liefde. Het werk is geschreven als goede raad aan zijn (waarschijnlijk fictieve) vriend Gualterius, die van Andreas Capellanus advies in amoureuze zaken vraagt.
In het eerste deel behandelt hij de definitie en het verkrijgen van de liefde en geeft voorbeelden in de vorm van dialogen tussen mannen en vrouwen van verschillende standen. In het tweede deel gaat de auteur in op het behoud van de liefde en het verloop van de relatie tussen geliefden. In het derde deel behandelt hij manieren waarop men zich tegen de liefde kan weren, waarbij hij zich richt naar de gangbare filosofische, religieuze en tamelijk vrouwvijandige houding die in zijn tijd normaal was.
Het oorspronkelijk in Latijn geschreven werk vond al snel grote aftrek en al in 1290 verscheen de eerste Franse vertaling. In de 14e eeuw verscheen het werk in het Italiaans en 1404 in het Duits. De Engelse vertaling The art of courtly love is echter misleidend, daar het werk ook als parodie op de hoofse liefde kan worden opgevat.
Hij was een belangrijke auteur voor ons begrip van het middeleeuwse onderwijs en een bron van veel informatie over het Trivium en Quadrivium van die tijd.
- Bibsys: 90845703
- Biblioteca Nacional de España: XX825188
- Bibliothèque nationale de France: cb12321958d (data)
- CiNii: DA03142420
- Gemeinsame Normdatei: 118502905
- International Standard Name Identifier: 0000 0001 1026 7153
- Library of Congress Control Number: n82037993
- Bibliotheek van het Japanse parlement: 00462326
- Nationale Bibliotheek van Tsjechië: jx20110317001
- Nationale bibliotheek van Australië: 35974720
- Nationale Bibliotheek van Israël: 987007257721505171
- Nationale Bibliotheek van Polen: a0000003726199
- Nationale en Universitaire bibliotheek Zagreb: 000229312
- Nederlandse Thesaurus van Auteursnamen: 069638314
- Réseau des bibliothèques de Suisse occidentale: 02-A000007659
- Istituto Centrale per il Catalogo Unico: RAVV079733
- LIBRIS: 175595
- Système universitaire de documentation: 032130201
- Trove: 1169706
- Virtual International Authority File: 201761089
- WorldCat: E39PBJmXDhHRGVKTQ7XhyvrXh3